# Morādkhānlū
Morādkhānlū (persiska: مُرادخانلو, مرادخانلو) är en ort i Iran.   Den ligger i provinsen Västazarbaijan, i den nordvästra delen av landet, 500 km väster om huvudstaden Teheran. Morādkhānlū ligger 1 281 meter över havet och antalet invånare är 633.
Terrängen runt Morādkhānlū är mycket platt.Runt Morādkhānlū är det tätbefolkat, med 319 invånare per kvadratkilometer. Närmaste större samhälle är Malekān, 17,5 km öster om Morādkhānlū. Trakten runt Morādkhānlū består till största delen av jordbruksmark.